# صحوة نيوتن:أوبرا الفضاء
صحوة نيوتن:(أوبرا الفضاء) رواية خيال علمي للمؤلف البريطاني كين ماكلويد، نشرت عام ٢٠٠٤ م. تقع أحداث الرواية في القرن الرابع والعشرين. تتتبع الرواية الحياة البشرية بعد كارثة جزئية التفرد التكنولوجي، وخصيصًا الصراع على كوكب بعيد بعد انقلاب النظام السائد فيه. طرحت الرواية بطريقة بعيدة عن تجاوز الإنسانية والهجاء. ترجمت الرواية بالطريقة الشائعة والنمطية لكل لغة باستخدام النسخ المطبوعة للقوالب النمطية الشائعة في الترجمة، (وعلى سبيل المثال، السكان الإسكتلنديون يقولوا تاي "tae"). ورشحت الرواية لجائزة الخيال العلمي البريطانية في عام 2004.
وجائزة جون كامبيل التذكارية لأفضل رواية خيال علمي في عام 2005.

## الحبكة
في أواخر القرن العشرين، كانت بداية الحرب بين أوروبا والأمم المتحدة، تمكن الجيش أمريكي من التغلب على أوروبا بالتوجه لأسلحة الذكاء الإصطناعي الذي يعتمد على برامجة ليصبح مدركا لنفسه، ثم اتبع نظام«النشوة الحادة» وهو عبارة عن توسع هائل ومتطور لأنظمة الحاسوب، التي تركت معظم البشرية ميتة أو مبادة. بينما تطور الذكاء الاصطناعي والأشخاص الذين تجردوا الإنسانية بشكل يتجاوز فهم الإنسان وغادرت لأجزاء مجهولة، تاركة وراءها القطع الأثرية في عدد من العوالم.
مع كون الأرض مأهولة الآن بآلات حرب ساكنة جزئياً، والتي تعيش البشرية خارج عالمها. الطوائف الرئيسية الثلاثة هي مع كون الأرض مأهولة الآن بآلات حرب ساكنة جزئياً، والتي تعيش البشرية خارج عالمها.الطوائف الرئيسية الثلاثة هي أمريكا حاليا (AO)، فرسان التنوير (KE) و (الاتحاد الشيوعي الديمقراطي) (DK). وقد ادى فحص الآثار التي تعود إلى ما بعد الإنسان إلى معرفة عميقة لكن متشتتة بسرعة أسرع من الضوء. 
الشخصية الرئيسية هي لوسيندا كارلايل، وهي عضو في عائلة اسكتلندية من رجال الأعمال/السفاحين التي تسيطر على نظام الثقب الدودي المعروفة باسم خصلة خيوط. لوسيندا هي «عالمة آثار قتالية»، تقود فريقاً إلى عالم يوريديكا غير المستكشف لإنقاذ تكنولوجيا ما بعد البشرية والتعامل مع كل ما تحاول الاستجابة له. فهي لا تجد فقط القطعة الأم لقطعة أثرية، بل مستعمرة مفقودة من البشر الذين فروا من الأرض في هارد رابتور ويعيشون في مجتمع ما بعد الندرة(مع أسلحة وتر كوني تتجاوز بكثير الأسلحة الخاصة بالمجموعات الأخرى). كل جانب مندهش من الآخر، بعد أن ظنوا أنهم الناجون الوحيدون. ثم يكتشف فرسان التنوير أن القطعة الأثرية، في الأصل هي سفينة مستعمرة متحطمة من اليوريديكيين، وهي النقطة المحورية لخصلة خيوط.

## الروابط الخارجية
- Newton's Wake at Worlds Without End
- ُصحوة نيوتن:أوبرا الفضاء عنوان مُدرج في قاعدة بيانات الخيال التأملي على الإنترنت